# WT1
WT1 ist ein österreichischer regionaler privater TV-Sender mit Sitz in Wels.

## Geschichte
Nachdem im Jahre 1996 die Ausstrahlung von Privatfernsehen in Österreich via Kabel rechtlich ermöglicht wurde und Wolf Dieter Holzhey den Wettbewerb um die Lizenz im Raum Wels und Wels-Land gewonnen hatte, gründete er noch im gleichen Jahr WT1 als ersten regionalen TV-Sender Österreichs.
Mittlerweile ist WT1 Partnersender des ebenfalls von Holzhey betriebenen Privatsenders LT1 und gestaltet mit diesem gemeinsam das Programm.

## Technische Reichweite und Programm
Das Sendegebiet erstreckt sich auf die Stadt Wels und alle größeren Orte im Bezirk Wels-Land und ist über verschiedene Kabelanlagen, wie etwa das Department Wels des Klinikums Wels-Grieskirchen sowie im digitalen Netz der Liwest und UPC Austria in Wels und Wels-Land zu empfangen. Das Programm erreicht damit etwa 70.000 Seherinnen und Seher.
WT1 ist ein Wochenmagazin, das jeden Mittwoch um 18 Uhr neu startet, eine Länge von 60 bis 120 Minuten hat und bis zum darauf folgenden Mittwoch, um 18 Uhr ausgestrahlt wird. Die Ausstrahlung erfolgt im Rotationsprinzip rund um die Uhr im 60- bis 120-Minuten-Takt, sodass es täglich mindestens 15 Mal ausgestrahlt wird.

## Formate
In der österreichischen TV-Landschaft sind die WT1 Sendeformate speziell auf die regionale Berichterstattung ausgerichtet. Aktuell produzierte Beiträge, produziert von fünf Kameraleuten und zwei Technikern, runden das Programmangebot ab.
- ausführliches regionales „News“-Repertoire
- Mini-Dokus
- Reportagen
- Infotainmentsendungen
- Magazine (Szene, Geschehen, Sport, Kultur)

## Moderatoren
- Stefan Schiehauer
- Michaela Großwindhager
- Sophie Hochhauser

(Stand Mai 2016)

## Empfang
- Analog: Kanal S09 / Frequenz 161.25
- Digital: Frequenz 394000